# Mammillaria carretii
Mammillaria carretii Rebut ex K.Schum. è una piccola pianta succulenta della famiglia delle Cactaceae, endemica del Messico.

## Descrizione
M. carretii ha un fusto solitario, di solito depresso-globoso in alcuni casi brevemente cilindrico, largo 5 cm circa, di colore verde scuro.
I tubercoli che ricoprono l'intera pianta sono cilindrici, morbidi, privi di lattice, lunghi poco meno di 1 cm. Le ascelle alla loro base sono provviste inizialmente di lanuggine che col tempo però scompare lasciandole completamente nude. Dalle ascelle partono 1-4 setole molto sottili.
Ogni tubercolo porta in cima un'areola provvista di 12-14 spine radiali giallastre leggermente curve, aghiformi lunghe fino a 13mm, e una spina centrale leggermente più robusta lunga 14-18mm di colore marroncino, uncinata. Tutte le spine sono finemente pubescenti.
Il fiore nasce all'ascella dei tubercoli, è allungato-imbutiforme, di colore bianco crema con venature rosa su ogni petalo. Le dimensioni del fiore si aggirano sui 24–25 mm in lunghezza e 13–15 mm in diametro.
Il frutto è una bacca allungata di colore verde, piena di piccoli semi di colore marrone.

## Distribuzione e habitat
M.carretii è diffusa in natura negli stati messicani di Coahuila e Nuevo León su sterili pendii argillosi ad altitudini comprese tra i 700 e i 1400 m.

## Conservazione
La Lista rossa IUCN classifica Mammillaria carretii come specie vulnerabile.

## Coltivazione
Questa pianta non è di facilissima coltivazione, in quanto le delicate radici sono soggette a marciumi e facilmente portano alla perdita dell'intera pianta. Come in molte altre piante grasse si può evitare ciò cercando di annaffiare con parsimonia e regolarmente. Di grande aiuto è anche mantenere in inverno la pianta al riparo dal freddo, in una posizione quanto più calda e soleggiata.